# Bengt Georg Brygger
Bengt Georg Brygger, född 29 juli 1763 i Visby, Gotlands län, död 5 september 1821 i Endre församling, Gotlands län, var en svensk häradshövding.

## Biografi
Bengt Georg Brygger föddes 1763 i Visby. Han var son till lotsinspektören Nils Brygger. Brygger blev 20 juli 1796 häradshövding i Gotlands norra domsaga. Han avled 1821 i Endre församling.